# Manfreda petskinil
Manfreda petskinil är en sparrisväxtart som beskrevs av R.A.Orellana, L.Hern. och Germán Carnevali. Manfreda petskinil ingår i släktet Manfreda och familjen sparrisväxter. Inga underarter finns listade i Catalogue of Life.